# Dragon Booster
Dragon Booster é uma série de animação canadense transmitida pelos canais Jetix, Rede Record e TV Diário em todo Brasil. Até agora existem 39 episódios, mas há uma previsão de uma nova série que dará continuidade a esta, chamada Dragon Booster: Academia.

## Sinopse
A Cidade Dragão é um mundo perdido, onde humanos e seus fiéis parceiros, os dragões, fazem grandes corridas contra o tempo. Mas esta pacífica existência está chegando ao fim. Um homem, chamado Word Payyn,e seu filho,Moordryd Payyn, querem recomeçar um confronto que aconteceu há 3000 anos: a Guerra Drago-Humana, onde o Império Olho-do-Dragão pôs os dragões para lutar contra os humanos.
Mas há esperança. Um dragão, o Dragão da Lenda, Beaucephalis, mais conhecido como Beau, deverá escolher um humano para se tornar o Dragon Booster, um herói que parou a Guerra Drago-Humana uma vez, e se preciso, o fará novamente.

## O bracelete e o medalhão
Para derrotar o Império da Olho-de-Dragão, o primeiro herói se ocultou sob o disfarce de "Dragon Booster", uma armadura de dragonio dourado, que aos olhos de leigos não passa apenas de uma braceletezinho de ouro. O novo Dragon Booster, Artha Penn, também segue a tradição. Seu pai guardou por anos o bracelete dourado e um medalhão em forma de estrela (a união do bracelete com o medalhão ativa a armadura).
Com o passar da história aparecem novos "Boosters", de acordo com as antigas lendas sobre "as cores de equilíbrio": dourado (Dragon Booster), negro (Shadow Booster), vermelho (Fire Booster), azul (Lighting Booster) e verde (Power Boster), cada um com seu medalhão e bracelete.

## Personagens

### Personagens principais

#### Connor Penn
- Idade:48

- Drakonio:dourado

- Dragão:Tyrannis Pax(o mesmo de Mortis)

Pai de Artha e Lance, mas nada se sabe sobre sua esposa. Connor administra os estábulos que levam seu sobrenome, e como foi constatado logo no 1º capítulo do cartoon, é um excelente guerreiro. Na infância estudou com os sacerdotes da Ordem de Dragão junto com seu amigo Word Payyn, com quem tem "diferenças filosóficas". Seu dakonio de influência causa muita divergência entre os fãns: observando o cartoon parece que é dourado, mas as fontes oficiais dizem que é marrom com influência secundária do azul, verde e dourado.

#### Lance Penn
- Idade:10

- Drakonio:azul

- Dragão:Fracshun

Irmão caçula de Artha, que herdou os cabelos ruivos do pai. Ele é bastante alegre e tem uma mania de ficar imitando o modo de falar de Mortis. Monta um pequeno dragão tipo azul chamado Fracshun, que não tem uma grande participação para a equipe como as habilidades de Beau, a força de Cyrano e a velocidade de Wildfyr. "Fracshun" vem da palavra "fraction" (fração), ou seja, uma fração/pequena parte do tamanho de um dragão de corrida comum.

#### Parmon Sean
- Idade:17

- Drakonio:verde

- Dragão:Cyrano

É o amigo superinteligente de Artha. Perito em tecnologia de equipamento de dragões, mas nem sempre suas criações dão certo, e está sempre tentando dar conselhos para Artha, mas as vezes acaba falando demais. Seu dragão se chama Cyrano, é verde e teimoso como o seu corredor. Parmon, assim como Artha, tem um bracelete dos antigos guerreiros, mas não tem o medalhão.

#### Kitt Wonn
- Idade:16

- Drakonio:Vermelho

- Dragão:Wyldfyr

Uma corredora  de personalidade forte, assim como seu dragão vermelho Wyldfyr. Ela é uma campeã de corridas e amor quase secreto de Artha. Inicialmente ela não fazia parte de nenhuma equipe, entrando na Dragões Reluzentes por um convite da líder Pyrrah. Mas depois que descobriu que foi usada, entrou na equipe do Penn. Kitt é uma corredora tão boa ou melhor que Artha, mas ele às vezes não dá valor a suas habilidades. Isso resultou em "traições" por parte dela. Nada confirmado, mas Kitt é apontada como a futura Fire Booster, pois na biblioteca da Academia ela se curva diante do quadro da antiga guerreira e Artha faz o mesmo com o quadro do Dragon Booster original.

#### Mortis
Sacerdote da Ordem do Dragão. Coincidentemente a base da Ordem do Dragão fica exatamente embaixo dos estábulos Penn, então o leitor presente já descobriu que Mortis é uma outra identidade do pai de Artha, Connor. Após a destruição dos estábulos, Connor descobre que seu filho mais velho se torna Dragon Booster e o treina escondido sob uma armadura de sacerdote, mas depois ele se revela num encontro emocionante. Parece que mortis usa o drakonio dourado, mas as fontes oficiais dizem que sua cor de influência primária é o azul (e Connor o marrom). Seu dragão se chama Tyrannis Pax, tem 6 patas e é gigantesco, não se sabe sobre sua cor de seu dragonio (talvez dourado impuro, vermelho ou laranja, mas nada confirmado).

#### Moordryd Payyn
- Idade:16

- Drakonio:Negro

- Dragão:Desepshun

Inimigo mortal de Artha, a quem chama de "serviçal" e do Dragon Booster. É o líder da equipe Olho-de-Dragão e seu perfil é do típico vilão-que-sempre-fracassa. Mesquinho por natureza, arrogante, traidor e tem uma inimizade com o pai, que sempre o critica (mas na verdade eles se preocupam muito um com o outro). Sua identidade secreta é o Shadow Booster. Sua dragoa é negra e se chama Dsepshun, que após um incidente, se torna um dragão de dragonio negro puro. No episódio 38 ele e Artha se tornam amigos. Lance se torna amigo dele no episódio 19.

#### Word Payyn
- Idade:50

- Drakonio:Negro

- Dragão:Abandonunn

Típico vilão que-quer-dominar-o-mundo. Ele usa a Olho-de-Dragão, liderada pelo seu filho, para tocar seu plano maligno. Assim como o filho, é albino e tem sobrancelhas tipo duas-em-uma, assim como longos cabelos alvos. Estudou para se tornar sacerdote da Ordem do Dragão junto com Coddor, mas por causa de sua filosofia foi expulso e passou a ser vilão. Mas ele não detesta totalmente Connor, e eles ainda se chamam de "amigos". Nada também se sabe sobre sua esposa, exceto que se chama Zulay e que morreu na Trilha das Sombras. Não se sabe por quê, mas ele usa uma espécie de luva em sua mão, semelhante a garras. Ele tem uma obsessão em iniciar uma nova guerra drago-humana com sua refinada tecnologia de dragonio negro e conhecimentos de antigos segredos, manipulando pessoas e eventos.

#### Drakkus
Identidade secreta de Word Payyn, que ele usa sempre que duvida da capacidade de seu filho. Apesar de não saber a identidade secreta de Coddor (Mortis) ele detesta o sacerdote. É em seu disfarce que ele mostra tudo do que é capaz em matéria de técnicas antigas de batalha.

### Outros personagens

#### Sentrus, a Olheira da Academia
Uma mulher misteriosa sempre vestida elegantemente de azul claro (todos os membros da Academia usam) que supervisiona as corridas de competição para vagas na Academia. Curiosamente ela tem o mesmo biotipo de Word Payyn e seu filho: albina, sobrancelha tipo duas-em-uma, luvas em forma de garra, ligeiramente sombria e irritável apesar de sua fala calma. Apesar disso Sentrus aparenta ser uma boa pessoa e uma vigilante justa.

#### Pyrrah
- Idade:17

- Drakonio:Vermelho

- Dragão:Phorrj

Líder dos Dragões Reluzentes, que faz parte do Conselho dos 12. Tem uma personalidade forte, uma obsessão pela cor vermelha, e valoriza uma corrida limpa, como prega a filosofia de sua equipe, Pyrrah é uma corredora que preza a velocidade ao invés da força. Pyrrah também é um pouco manipuladora e almeja poder, como foi demonstrado em suas recaídas no episódio em que faz Kitt pegar o marco de osso do Furiox na perigosa Cidade de Pedra e quando briga com Fistus pela liderança do Conselho dos 12 ("queremos o poder também", ela diz).

#### Fistus
- Idade:18

- Drakonio:Verde

- Dragão:Brutaris

Líder da equipe Punho de Dragão e do Conselho da Cidade Baixa (também chamado de Conselho dos 12), uma reunião entre as equipes mais arruaceiras da Cidade Dragão, para que não causem confusão. Ele é um homem fortão que se gaba de seu físico avantajado e é um campeão em justas da Cidade Dragão. Fistus alia-se ao Dragon Booster e tenta usar sua liderança para conseguir mais aliados, além de, é claro, manter alguma ordem na Cidade Baixa com "punho firme".

#### Khatah
- Idade:22

- Drakonio:Azul

- Dragão:Shock-ra

Líder da Ordem Interna, é um corredor que carrega uma enorme responsabilidade: guardar o perigoso Troféu Trombeta de Libris, o que o leva a ser mesquinho e arrogante quando atrapalham seus negócios com o troféu. Fora isso ele é o melhor corredor em duplas da Cidade Dragão e guerreiro honrado.

#### Mariannis
- Idade:17

- Drakonio:Azul-claro

- Dragão:Poseidos

Líder da equipe Caçadores de Dragões, foi uma das únicas pessoas que ficaram do lado do Dragon Booster no episódio 23 (O Mecanista) enquanto os outros queriam roubar a Trombeta de Libris.

#### Cain
- Idade:17

- Drakonio:Negro

- Dragão:Coershun

Parceiro de Moordryd Paayn em tudo o que ele faz e covarde nato. Tem uma tatuagem da Olho-de-Dragão enorme na testa.

#### Steeward
- Idade:15

- Drakonio: Verde-claro

- Dragão: Gunny

Um cara baixinho que ajuda Artha de vez em quando. Os equipamentos de sua equipe (os Guardadores) são alvo de cobiça dos Paynn.

#### Rivett
- Idade:19

- Drakonio:Cinza

- Dragão:Libris

Um homem misterioso da equipe dos Mecanistas que quer seu dragão Libris de volta, chegando até a roubar a Trombeta de Libris para chamá-lo. Rivett não tem uma "lado" a apoiar. Ele não é bom nem mal, vive no meio, assim como todos os Mecanistas, ajudando ambas as partes desde que não abusem desse apoio.

#### Reepyr
- Idade:20

- Drakonio:Laranja

- Dragão:Profecy

Foi forçado a se juntar a equipe dos Dragões Profetas, chega a se livrar de seus domínios, mas para salvar Artha ele se prende junto com os Profetas. Nesse seu enclausuramento, ele tenta arranjar aliados em meio aos Profetas para combater o Profecy, o líder da equipe.

#### Wulf
- Idade:17

- Drakonio:Roxo

- Dragão:Hyve

Líder da equipe Exército do Dragão. É autoritário e arrogante. No episódio 13 (O Dragão Cromático) ele e seu parceiro foram vistos roubando um dragão azul claro para a formação do dragão monocromático.

#### Vociferous
- Idade:18

- Drakonio:Turquesa

- Dragão:Swavhy

Líder da equipe Voz de Dragão.É enganador e traiçoeiro. No episódio 20 (Artha, o Drac!) Artha fica famoso ao salvar um bebê de um atropelamento e Word convence Vociferous a enganar Artha com uma falsa propaganda e capturar Beau.

#### Armeggaddom
- Idade: Desconhecida. Provavelmente mais de 3.000 (Foi ele quem começou a primeira Guerra Drago-Humana)

- Drakonio: Negro

- Dragões: Vysox e a Liga dos Oito

Assim como Drakkus,é um guerreiro antigo. Tem um dragão negro gigante e oito dragões negros de drakonio puro. Poderoso, consegue até usar a Técnica da Garra sem nenhum dragão, em outras palavras, produzir a centelha. Se comunica com Moordryd através do marco de osso de seu dragão Vysox, que também é o amuleto do Shadow Booster e lhe ensina várias técnicas antigas para que possa ir para a Academia. Foi libertado da Trilha das Sombras quando Artha, Lance e Moordryd escaparamda Trilha das Sombras no episódio 17 (Mais veloz que o medo).

#### Chute
- Idade:19

- Dragonio:Branco

- Dragão:Turbulence

Uma famosa corredora da Academia e muito amiga da família Penn. É a líder da equipe Vento de Dragão.
Em um episódio (29 - Enganado),ela ajuda Artha a provar a inocência de Kitt e Phistus,acusados de roubo de equipamentos.

#### Kawake
- Idade:40

- Drakonio:Marrom

- Dragão:Afterblock

Líder da equipe Coração de Dragão.É um jogador de Dragball que se aposentou devido a um acidente que o deixou paraplégico.Sendo atualmente juiz deste mesmo esporte,participando somente às vezes.No episódio 12 (Mau julgamento),ele ajda Artha em uma competição de Dragball contra Cain e Moordryd.

#### Shayyn
Idade:18
Drakonio:Marrom
Dragão:Rumbull
O irmão mais novo de Kawake. Ajudou Artha em um jogo de Dragball contra Cain e Moordryd no episódio final,de número 39 (Bondades abaladas). Fora isto,pouco se sabe sobre ele.

#### Lambari (Spratt)
Idade:10
Dragonio:Branco
Dragão:Bumpyrr
É o melhor amigo de Lance, mas como Lance só sabia falar de Artha, Lambari se cansa e tenta a sorte na equipe Olho de Dragão. Lambari causa sérios transtornos ao Dragon Booster, transformando Beau em um dragão maligno por ordens de sua nova equipe. Mas a Olho de Dragão não o trata com mérito, e Lambari ajuda o Dragon Booster e se torna novamente amigo de Lance.

## Equipes de corrida

### Equipe de corrida Penn
Liderada por Artha Penn, seu símbolo é uma estrela dourada (a estrela de Beau) e a equipe aceita dragões de qualquer cor. Possui somente 4 integrantes. Sua arma é o bastão comum de batalha.

### Dragões Reluzentes
Liderada por Pyrrha, seu símbolo é uma espécie de labareda (a mesma do Furiox). A equipe só aceita pessoas que possuam dragões vermelhos. A filosofia da equipe prega uma corrida limpa, ajudando corredores de vez em quando, mesmo sendo corredores inimigos. Possui numeroso membros. Sua arma é uma espécie de bastão elétrico (ou pelo menos parece um).

### Ordem Secreta
Liderada por Khatah, seu símbolo é um tipo de relâmpago (igual ao Samurox). A equipe aceita somente montadores de dragões azuis. Seus dragões são considerados os mais bem treinados da Cidade Dragão. Sua arma é um bastão comum de batalha, mas em um estilo diferente.

### Garra de Dragão
Liderada por Phistus, que também é líder do Conselho da Cidade Baixa. A cor de seus dragões é verde e a insígnia da equipe é um punho fechado. Essa equipe normalmente não compete nas corridas de velocidade, pois seus dragões não são tão velozes, assim eles preferem as justas. Sua arma favorita é o martelo verde.

### Olho de Dragão
Liderada por Moordryd Paayn, seu símbolo é um olho negro (o símbolo do Império) e só aceita dragões negros na equipe. Para entrar na equipe é preciso ser um marginal, roubando equipamentos, dragões ou qualquer coisa de valor. Possui vários integrantes. Sua sede fica nas dependências de Word Paayn. Sua arma preferencial é um chicote que absorve energia dos dragões, mas eles também usam o bastão comum de batalha.

### Ordem do Dragão
Atualmente liderada por Coddor Penn, mas nunca vimos no desenho mais de um sacerdote da ordem, exceto em flashbacks. Cor desconhecida. Para entrar na equipe é preciso fazer um rigoroso treino com os sacerdotes. Sua sede fica abaixo dos estábulos Penn. Os sacerdotes sempre carregam um cajado na mão, mas todo são especialistas na Técnica da Garra. Seu antigo líder era Tannis, o tutor de Coddor Pen, ou seja, o avô de Artha. Os sacerdotes escondem diversos itens pela cidade para que não caiam em mãos erradas (como o bracelete do Power Booster e do Dragon Booster, além do medalhão dourado).

### Os Profetas
Liderado por um dragão chamado Profecia (ou Prophecy), sua insígnia é um símbolo egípcio. A equipe é na verdade composta por vários dragões laranjas, e os humanos que os montam são controlados mentalmente. Sua sede é na Trilha da Perdição. Os humanos intrusos que entram na Trilha são testados para comprovar seu caráter, pois os Profetas acham que não são confiáveis. Seu objetivo é dominar todos os humanos. Seus humanos não usam armas, sendo a Centelha a única técnica de ataque desses dragões.

### Vontade de Dragão
Liderada por Kawake, um homem paraplégico ex-jogador de Drag Ball, sua insígnia é de duas montanhas marrons e seus dragões são todos classe terra (marrons). A filosofia da equipe prega nunca tirar conclusões precipitadas sobre as pessoas e confiar na capacidade de cada uma. Sua equipe não costuma ser vistas nas corridas de velocidade pelo mesmo motivo da equipe Garra de Dragão: seus dragões são lentos. Sua arma é a picareta, que possui uma propriedade estranha de preencher espaços de terra com cristais de dragonio marrom.

### Guardadores
Liderada por Steeward, sua insígnia é uma chave verde-clara. Nunca apareceu um montando um dragão, mas sabe-se que eles fabricam equipamentos de poder anormal usando dragonio luz-verde, normalmente equipamentos voltados para as áreas de truques e ilusões. Os Guardadores são pessoas esquivas, que pegam equipamentos quebrados largados por aí e os reciclam, transformando-os "em coisas novas". Número de membros desconhecido. Não usam armas, mas gostam muito de usar bombas de fumaça para fugirem covardemente.

### Mecanistas
Não se sabe sobre seu líder. Somente um membro se apresentou, Rivett. Ele era da equipe dos mecanistas e, segundo ele, controlava Libris,o único dragão cinza puro no mundo (os outros se miscigenaram com dragões negros). Ele foi expulso da equipe e da academia por ter feito experimentos ilegais em humanos e dragões. Os Mecanistas não estão de um lado específico. Usam equipamentos de invisibilidade para humanos e outros equipamentos suspeitos. Como Mortis disse (os Mecanistas são pouco melhores que piratas). Curiosamente, seu símbolo é semelhante ao visto em bandeiras piratas.

### Caça-Dragão
Usam dragões azul-claros e apoiam o Dragon Booster. Membros: até agora dois (Mariannis e Dorsull). Sua arma é o bastão comum de batalha. Sua insígnia é um tsunami. Seus dragões usam um equipamento de dragonio luz-azul que imita as propriedades do chicote negro sugador de energia.

### Exército do Dragão
Usam dragões roxos e seu líder é Wulf.Antes eles serviam à família Paayn, mas depois do episódio em que aparece o Dragão Monocromático eles juram lealdade ao Dragon Booster. Só se sabe de dois membros dessa equipe. Usam como arma o chicote que absorve energia dos dragões. Sua insígnia são quatro pares de olhos roxos brilhantes sobre um fundo negro.

### Voz de Dragão
Liderados por Vociferous. Usam dragões turquesa e apoiam o Shadow Booster. Eles já foram usados por Word para tentar capturar Beau. Como o Word não sabe que Beau é o dragão negro e dourado, ele tinha o propósito de usar um equipamento de controle mental, igualmente o equipamento que ele usou na caverna do fogo em Pyrrah, líder dos dragões reluzentes, só que muito mais poderoso, para, assim torná-lo um dragão-fastama muito poderoso, capaz de derrotar o Dragon Booster. Sua arma é um bastão que acende luzes fortíssimas e deixam o adversário temporóriamente inconsciente.

### Vento de Dragão
Liderados por Chute,uma famosa corredora da Academia.Usam dragões brancos e apóiam o Dragon Booster.Sua insígnia é um tornado.Sua arma é o bastão comum de batalha e o rapel-branco.

## Itens especiais

### Os marcos de osso
São itens misteriosos, vestígios de antigos dragões-guerreiros (leê-se, dragões das cores de equilíbrio) que combateram o Dragon Booster original. Eles têm o poder de manipular as mentes de humanos e turbinar seus dragões. São três marcos de osso: vermelho, azul e verde; oriundos dos dragões Furiox, Samurox, e do último não se sabe muita coisa, exceto por ter a forma de um punho fechado e ser símbolo do Império Verde. O marco de osso de Furiox (tem a forma de uma labareda) foi absorvido por Force e depois por Beau (que o guardou em segurança dentro de seu próprio corpo), e o marco de Samurox (tem a forma de um raio azul) foi absorvido por Shock-rá e depois por Cyrano, terminando por cair em um precipício da cidade e sumir.Existem ainda oito marcos de osso negros,os marcos de osso da Liga dos Oito.Moordryd possuía um mapa que indicava suas localizações,mas Artha chegou lá bem em tempo e os dois travaram uma batalha muito semelhante à travada entre Mortis e Drakkus na Torre das Sombras.
Por algum acaso ou não, os marcos são os símbolos de três equipes famosas nos circuitos de corrida: Dragões Reluzentes, Ordem Interna, Punho de Dragão e Olho de Dragão.
Fora esses três, existe um marco (marco prisma) artificial feito por Paayn para criar um Dragão Monocromático (uma imitação do dragão dourado), e que foi destruído por Artha. E também existe uma placa azul em forma de mão que indica a localização do marco de osso do Samurox, que caiu em um abismo na trilha de testes da caverna onde o Samurox se encontrava e um mapa que indica a localização dos marcos de osso da Liga dos Oito,os dragões de Armeggaddom.

### Flor negra e flor estrela
Duas flores raras, cujas pétalas possuem propriedades especiais. A flor negra é um veneno de dragão e a flor estrela neutraliza esse veneno.

### Equipamentos da antiga guerra
- Equipamento congelante: de dragonio luz-azul, petrifica o inimigo por algumas horas. Foi guardado por séculos pela equipe dos Caçadores de Dragão, até ser entregue ao Dragon Booster.

- Equipamento defletor: de dragonio luz-verde, feito pelos Guardadores, cria uma defesa impenetrável em volta do dragão e do corredor que o usa. É bastante útil, mas como esse tipo de equipamento não é visto desde a Guerra Drago-Humana, não é seguro Artha usá-lo nas corridas.

- Equipamento canhão-mag: seu dragonio é desconhecido. É usado pelos dragões gigantes,pois somente eles tem quantidade de poder suficiente para portar este tipo de equipamento. Seu poder é disparar esferas de energia extraída dos dragões.

### Dragonio
Substâncias de cores variadas parecidas com cristais que servem de matéria-prima para a confecção de equipamentos para dragões, roupas de corredores, bastões de batalha, etc. Essas substâncias também estão presentes nos dragões, puras ou não, dependendo da linhagem do dragão.
Cada dragonio possui propriedades especiais que se refletem em seus equipamentos e na personalidade de seus dragões. Alguns exemplos:
- O dragonio negro é misterioso e forma um leque de equipamentos suspeitos (como o de invisibilidade e controle mental). Em sua forma líquida e concentrada pode mudar o dragonio de outro dragão.
- O dragonio vermelho está intimamente ligado ao fogo e a velocidade, o que resultou em um equipamento de empuxo de variadas funções (aceleração, freio, barreira de fogo) e que precisa constantemente ser revisado (ele tem um tempo limite de atuação).
- O dragonio azul está ligado, digamos, às artes samurais e ninjas. Disciplinado e letal como um guerreiro do oriente, seus equipamentos focam a estratégia e a precisão. O equipamento estrela azul, que dispara shurikens com precisão cirúrgica, é bastante cobiçado entre os corredores.
- O verde é o dragonio da força e da lógica (o Império Verde acreditava na "força nos números"), embora nem todos seus dragões e corredores apresentem ambas as características ao mesmo tempo. Exemplos: o utilíssimo equipamento de bloqueio dos Guardadores e o desativador verde (que Parmon demonstrou ser mais útil e perigoso que abrir cadeados).

### Troféu Trombeta de Libris
Uma trombeta, que quando soada, atrai o lendário dragão cinzento Libris, mas a maioria das pessoas não sabem disso. A trombeta servia de troféu para a corrida da Trombeta de Libris na qual a equipe Ordem Secreta sempre vencia (eles sabiam do que a trombeta era capaz e por isso treinavam duro para consegui-la em todas as corridas). Depois de sua natureza perigosa se tornar pública ela vai ficar sob a proteção da polícia da Cidade Dragão... até ser roubada por Rivet.

## Técnicas de ataque

### Centelha
Usada pelos dragões, ela é um feixe de luz que atrai, segura ou repele qualquer coisa feita com dragonio, não importando se é pequena ou grande. Exemplos: atraem e magnetizam equipamentos no corpo do dragão e fazem esses equipamentos funcionarem.

### Técnica da garra
Usada (pelo menos o que era previsto pela Academia) por corredores de elite. É uma técnica antiga, bastante perigosa, mas que agora é admitida pelos corredores comuns. Elas podem destruir qualquer coisa ou fazer pequenos reparos em equipamentos. Podem ter a forma de uma bola luminosa ou de um feixe de luz.

### Técnica sugadora de energia
Usada conjuntamente pelo corredor e o dragão, é usada para sugar a energia vital de dragões e humanos.
miniaturadaimagem

### Técnica de fuga
Uma ótima técnica para quem tem dragões gigantes difíceis de esconder com a bomba de fumaça. Aplicada pelo corredor, a técnica parece que "teletransporta" o corredor e dragão para um outro lugar.

## Dragões
São classificados pela cor de seu drakonio (13 no total), que cobrem todo o espectro visível de cores, com exceção do rosa. São eles:
- Dourado(star class)
- Negro (psy class)
- Vermelho (magma class)
- Azul (energy class)
- Azul-claro (nautilus class)
- Verde (bull class)
- Verde-claro (scavenger class)
- Laranja (control class)
- Cinza(bone class)
- Roxo (pack class)
- Turquesa (sonic class)
- Branco (sky class)
- Marrom (earth class)

## Dragões famosos

### Beau
Dragão negro e dourado da lenda de 3000 anos, e é um dos poucos que podem atingir a velocidade de 300km/v (a chamada "velocidade vórtice"). Estranhamente ele também pode voar, o que não acontece em nenhum outro dragão. Apesar de ser um dragão dourado puro, sua cor predominante é a negra. Ele também pode mudar sua cor original, no caso, uma combinação de azul e vermelho, e magnetizar equipamentos de todos os níveis, tipos e cores.
Beau é o único dragão do mundo que escolhe seu corredor e é muito respeitado por todos os outros dragões, com exceção dos laranjas. Ele também é o dragão mais comunicativo de todos, chegando a fazer piadas com Artha, dando risadas, etc.

### Dragão Monocromático
Uma imitação de dragão dourado utilizando um marco de osso artificial. Apesar de seu nome "monocromático", esse dragão muda constantemente de cor. Sua aparência não é das melhores, parecendo ter partes costuradas de outros dragões.

### Libris
Dragão cinzento gigante que surge com o soar da Trombeta de Libris. Sua aparência é de um esqueleto e é bastante perigoso.

### Furiox e Samurox
Dois antigos dragões que lutaram contra o Dragon Booster original. Hoje seus nomes designam dois marcos de osso.

### Muhorta
Uma dragoa negra vampira que vivem enclausurada em uma caverna abaixo da Cidade Dragão. Ela se alimenta da energia dos dragões que passam por ela. Parece que ela não tem a habilidade de usar a centelha, mas mesmo assim é muito poderosa. Apareceu no episódio 09 (Nem tudo está perdido).

### Hydrag
Não tem a habilidade da centelha e vivem em cavernas. São predadores assim como as Muhortas, mas têm uma amizade com o Dragão Dourado.

### Liga dos Oito
Um grupo de oito dragões negros de drakonio puro utilizados por Armeggaddom durante a Guerra Drago-Humana.Após sua derrota,foram aprisionados em marcos de osso e colocados em cavernas secretas localizadas nas Terras Perdidas.Armeggaddom clonou-os para lutar contra o Dragon Booster,o Shadow Booster,Mortis e Drakkus no episódio 38 (Gerações em Batalha).

## Lugares da Cidade Dragão
É um lugar bastante interessante. Basicamente quase toda a cidade fica suspensa no ar, algo parecido com "ilhas" interligadas por pontes. Ao invés de carros, as pessoas usam dragões, existindo até "postos de gasolina" para os bichões. Sua moeda é o Drak (que também é uma expressão que significa "legal", "radical").

### Cidade de Pedra
Local onde o Furiox reside, protegido por uma caixa. É cheio de armadilhas, no qual só as pessoas mais determinadas e os dragões mais velozes conseguem penetrar . Dentro da caixa está uma marca parecida com uma chama,se o corredor colocar a marca no dragão esse e o corredor serão domados pelo espírito do Furiox.

### Beco do Cavaleiro
Fica na cidade baixa, onde a polícia da Cidade Dragão não chega. Por isso é um ótimo local para encontros secretos, roubos a mão armada, e qualquer coisa que seja ilegal.

### Estábulos Penn
Fica fora dos limites da cidade baixa, por isso presumesse que é um local tranquilo, onde dragões são criados. Sua destruição foi causada por uma tentativa de captura do dragão dourado.

### Cidadela
Propriedade dos Payyn e sede da Olho-de-Dragão.

### Academia
Local de treinamento somente para os melhores corredores. Possui a melhor segurança da Cidade Dragão e muitos segredos antigos que Artha precisa saber para vencer seus inimigos.

### Templo Antigo
É o lar de Mortis e sede da Estábulos Penn.Localiza-se abaixo das Terras Perdidas,no subterrâneo.

### Grande Templo Antigo
Assim como o Templo Antigo,localiza-se no subterrâneo.É o lar de Tannis e a sede da Ordem do Dragão.

### Trilha das Sombras
Uma trilha que surge apenas uma vez ao ano e por poucos minutos. É repleta de dragonio negro cujo contato provoca alucinações. As pessoas pegas pela trilha precisam vencer seus medos - e bem rápido - para saírem vivas.

### Trilha da Perdição
Uma trilha de pedra que serve de sede para os Dragões Profetas e como pista de testes para humanos incautos. A Mulher de Word Payyn Morreu nesta trilha.

### Terras Perdidas
Um local em ruínas que fica bem abaixo da Cidade Dragão, conectada a ela através de encanações desprotegidas. É lá onde fica a caverna de Muhorda, a sede dos Guardadores, um templo dos Dragões Profetas e uma estátua do Dragon Booster original.